# Pseudolepicolea quadrilaciniata
Pseudolepicolea quadrilaciniata är en bladmossart som först beskrevs av William Starling Sullivant, och fick sitt nu gällande namn av Fulford et J.Taylor. Pseudolepicolea quadrilaciniata ingår i släktet Pseudolepicolea och familjen Pseudolepicoleaceae. Inga underarter finns listade i Catalogue of Life.